# Melodi Grand Prix Junior
Melodi Grand Prix Junior (forkortet MGPjr) er en norsk sangkonkurrence for børn. Programmet bliver arrangeret af NRK som en årligt tilbagevendende begivenhed. Konceptet blev lanceret i 2002 af DR, som inviterede NRK og SVT til at deltage, dog med nationale finaler.
De afholdte nationale konkurrencer i Norge har nydt stor popularitet fra både deltagere og seere.
| år   | Vinder              | Sang                      |
| ---- | ------------------- | ------------------------- |
| 2002 | To små karer        | "Payback Time"            |
| 2003 | 2U                  | "Sinnsykt Galt Forelsket" |
| 2004 | A@lek               | "En stjerne jeg vil bli"  |
| 2005 | Malin Reitan        | "Sommer og Skolefri"      |
| 2006 | Ole Runar           | "Fodbold er Supert"       |
| 2007 | Celine              | "Bedstevænna"             |
| 2008 | The BlackSheeps     | "Oro Jaska beana"         |
| 2009 | Jørgen              | "Din egen vei"            |
| 2010 | Torstein Snekvik    | "Svikter Aldri Igjen"     |
| 2011 | Sval Rosenløw Eeg   | "Trenger deg"             |
| 2012 | Marcus & Martinus   | "To dråper vann"          |
| 2013 | Unik 4              | "Så sur da"               |
| 2014 | Mathea-Mari         | "#Online"                 |
| 2015 | Thea Floer Kulseng  | "Du Gjør Mæ Så Glad"      |
| 2016 | Vilde og Anna       | "Vestlandet"              |
| 2017 | Oselie              | "Verda vår"               |
| 2018 | 4everU              | "Forandring"              |
| 2019 | Anna & Emma         | "Kloden er syk"           |
| 2020 | Hennika Eggum Huuse | "Kan ikke la deg gå"      |
| 2021 | Josefine & Oskar    | "Smitte deg med glede"    |
| 2022 | William Høyem Ribe  | "Tusen tanker"            |